# 잭 버틀런드
잭 버틀런드(Jack Butland, 1993년 3월 10일 브리스틀 ~ )는 잉글랜드의 축구 선수이다. 현재 레인저스 소속이다. 포지션은 골키퍼다.

## 국가대표 경력
존 루디의 손가락 부상으로 UEFA 유로 2012 대표팀에 합류했고, 유로 2012 대회 이후에는 2012년 하계 올림픽 영국 올림픽 축구 국가대표팀으로 참가했다.

## 같이 보기
- 버밍엄 시티 FC